# Cantone di Roye
Il Cantone di Roye è una divisione amministrativa dell'arrondissement di Montdidier.
A seguito della riforma complessiva dei cantoni del 2014 è passato da 33 a 62 comuni.

## Composizione
Prima della riforma del 2014 comprendeva i comuni di:
- Armancourt
- Balâtre
- Beuvraignes
- Biarre
- Billancourt
- Breuil
- Carrépuis
- Champien
- Crémery
- Cressy-Omencourt
- Curchy
- Damery
- Dancourt-Popincourt
- L'Échelle-Saint-Aurin
- Ercheu
- Étalon
- Fonches-Fonchette
- Fresnoy-lès-Roye
- Goyencourt
- Gruny
- Hattencourt
- Herly
- Laucourt
- Liancourt-Fosse
- Marché-Allouarde
- Moyencourt
- Rethonvillers
- Roiglise
- Roye
- Saint-Mard
- Tilloloy
- Verpillières
- Villers-lès-Roye

Dal 2015 comprende i comuni di:
- Andechy
- Armancourt
- Assainvillers
- Ayencourt
- Balâtre
- Becquigny
- Beuvraignes
- Biarre
- Bouillancourt-la-Bataille
- Boussicourt
- Bus-la-Mésière
- Cantigny
- Le Cardonnois
- Carrépuis
- Champien
- Courtemanche
- Crémery
- Cressy-Omencourt
- Damery
- Dancourt-Popincourt
- Davenescourt
- L'Échelle-Saint-Aurin
- Erches
- Ercheu
- Étalon
- Ételfay
- Faverolles
- Fescamps
- Fignières
- Fonches-Fonchette
- Fontaine-sous-Montdidier
- Fresnoy-lès-Roye
- Goyencourt
- Gratibus
- Grivillers
- Gruny
- Guerbigny
- Hargicourt
- Hattencourt
- Herly
- Laboissière-en-Santerre
- Laucourt
- Liancourt-Fosse
- Lignières
- Malpart
- Marché-Allouarde
- Marestmontiers
- Marquivillers
- Mesnil-Saint-Georges
- Montdidier
- Piennes-Onvillers
- Remaugies
- Roiglise
- Rollot
- Roye
- Rubescourt
- Saint-Mard
- Tilloloy
- Verpillières
- Villers-lès-Roye
- Villers-Tournelle
- Warsy